# Neosalurnis magnispinata
Neosalurnis magnispinata är en insektsart som beskrevs av Wang, Peng och Yuan 2005. Neosalurnis magnispinata ingår i släktet Neosalurnis och familjen Flatidae. Inga underarter finns listade i Catalogue of Life.